# Canal 8 Mar del Plata
El Canal 8 de Mar del Plata, anteriormente conocido como Telefe Mar del Plata, es un canal de televisión abierta argentino afiliado a Telefe que transmite desde la ciudad de Mar del Plata. El canal se llega a ver en gran parte de la Provincia de Buenos Aires a través de repetidoras. Es operado por el Grupo Neomedia.

## Historia

### Licencia original:  Adjudicación y primeros años
El 28 de abril de 1958, mediante el Decreto Ley 6287, el Poder Ejecutivo Nacional (en ese entonces a cargo del militar Pedro Aramburu, dentro de la llamada Revolución Libertadora) adjudicó a los señores Juan Llamazares, Alfredo López e Ildefonso Recalde una licencia para explotar la frecuencia del Canal 8 de la ciudad de Mar del Plata, Provincia de Buenos Aires.
El 22 de septiembre de 1958, los adjudicatarios de la licencia, junto a otras 7 personas, formaron la sociedad Difusora Marplatense para la explotación de la licencia de televisión. La emisora inicio sus operaciones el 18 de diciembre de 1960 como LU 86 TV Canal 8 de Mar del Plata.

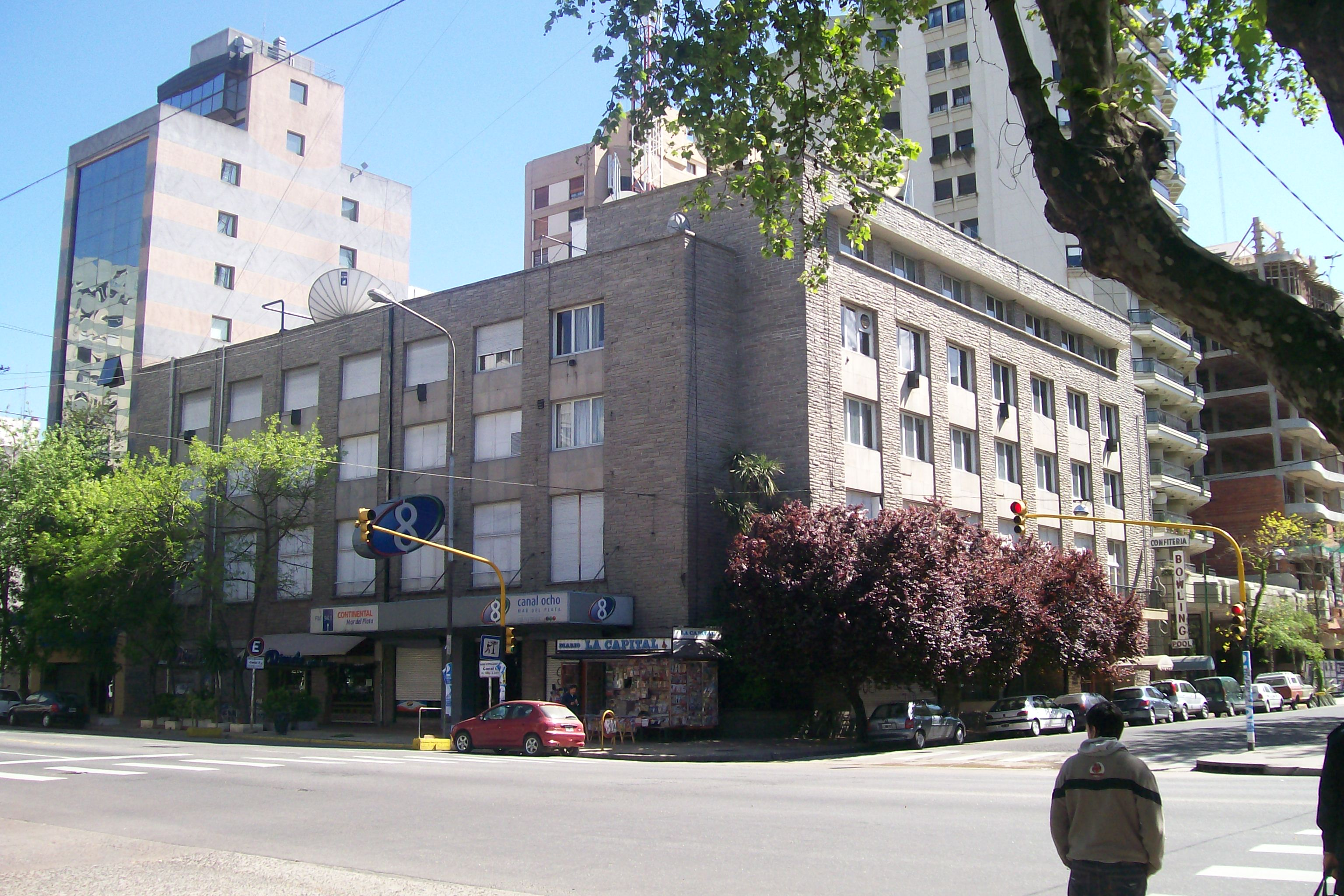
Estudios del canal en 2009.

Canal 8 fue la primera emisora de la ciudad. y, desde sus inicios, sus estudios se encuentran en la esquina de Avenida Pedro Luro e Hipólito Yrigoyen (donde también estuvo su planta transmisora durante los primeros dos años hasta su traslado a su actual ubicación en Sierra de los Padres). También fue una de las primeras licencias de televisión abierta que fueron otorgadas a una ciudad del interior (junto con el Canal 7 de Mendoza).

### Intervención y nueva licencia
El 8 de octubre de 1973, el Estado Nacional (que en esos momentos era gobernado por Raúl Alberto Lastiri) declaró vencidas las licencias de los canales 8 de Mar del Plata, 9, 11 y 13 de Buenos Aires y 7 de Mendoza; las cuales fueron intervenidas.
El 10 de mayo de 1983, mediante la Resolución 238, el Comité Federal de Radiodifusión llamó a concurso para la adjudicación de la licencia de Canal 8. En dicho proceso de privatización, se presentaron las sociedades anónimas Difusora Video Sur, Emisora Arenales de Radiodifusión y Radiodifusora Mar del Sur. El 28 de octubre de ese año, mediante el Decreto 2836, el Estado Nacional adjudicó la licencia a Emisora Arenales de Radiodifusión. La empresa ganadora se hizo cargo del canal el 9 de noviembre de 1983 y, para 1985, la licencia pasó a utilizar el indicativo LRI 486.
El 20 de agosto de 1986, el Comité Federal de Radiodifusión, mediante la Resolución 576, autorizó a instalar una repetidora del canal en De la Garma, asignándole el canal 7 en la banda de VHF; sin embargo, el 7 de noviembre de 2014, la Autoridad Federal de Servicios de Comunicación Audiovisual (a través de la Resolución 1304) declaró la caducidad del permiso de construcción.

### Creación de Telefe y venta a Atlántida
El 21 de septiembre de 1989, el presidente Carlos Menem dispuso por decreto la privatización de los Canales 11 y 13 de la ciudad de Buenos Aires. Una de las empresas que participó en esas licitaciones era la sociedad Televisión Federal S.A. (Telefe), que tuvo en esos momentos como uno de sus principales accionistas a Televisoras Provinciales S.A. (del cual Emisora Arenales de Radiodifusión S.A., la licenciataria de Canal 8, era accionista).
La licitación de Canal 11 fue ganada por la empresa Arte Radiotelevisivo Argentino (Artear), propiedad del Grupo Clarín. No obstante, debido a que también había obtenido la licencia de Canal 13, tenía que optar por uno de ellos y decidió quedarse con este último y por lo tanto, el 11 terminó en manos de Televisión Federal. La licencia se hizo efectiva el 15 de enero de 1990.
El 7 de agosto de 1995, mediante la Resolución 803, el Comité Federal de Radiodifusión autorizó a instalar una repetidora en Villa Gesell, asignándole el canal 5 en la banda de VHF.
El 29 de diciembre de 1995, mediante la Resolución 1467, autorizó a instalar una repetidora en Maipú, asignándole el canal 68 en la banda de UHF; sin embargo, el 5 de julio de 1996 (a través de la Resolución 1185), revocó el permiso de construcción.
En abril de 1998, se dio a conocer que Televisoras Provinciales vendió su participación en Televisión Federal a Atlántida Comunicaciones y que 7 de las 10 empresas que lo conformaban (entre ellas Emisora Arenales de Radiodifusión) aceptaron la oferta presentada por AtCo para quedarse con sus respectivas licencias. (siendo la transacción de esta última completada en septiembre de ese año, pasando todos los canales adquiridos, entre ellos el 8, a formar parte del Grupo Telefe). Emisora Arenales de Radiodifusión fue absorbida en 1999 por Compañía de Televisión del Atlántico S.A. (absorbida en 2004 por Televisión Federal). La transferencia de la licencia del ocho a Telefe fue aprobada el 30 de marzo de 2017, casi 19 años después.
En febrero de 1999, mediante la Resolución 3455, la Secretaría de Comunicaciones autorizó a Canal 8 a realizar pruebas en la Televisión Digital Terrestre bajo la normativa ATSC (normativa que fue dispuesta mediante la Resolución 2357 de 1998). Para ello se le asignó el Canal 9 en la banda de VHF.
El 20 de julio de 1999, mediante la Resolución 387, el Comité Federal de Radiodifusión autorizó al Municipio del partido de Hipólito Yrigoyen a instalar una repetidora de la emisora en Henderson, asignándole el canal 29 en la banda de UHF; sin embargo, el 2 de noviembre de 2000 (mediante la Resolución 1185), le asignó el canal 7 en la banda de VHF.

### Los años de Telefónica
El 30 de noviembre de 1999, Constancio Vigil, director general de Atlántida Comunicaciones, dio a conocer que el Grupo Telefónica (que tenía el 30% de la empresa) iba a comprar el 100% de las acciones de Telefe, 7 canales del interior (entre ellos Canal 8) y las radios Continental y FM Hit por aproximadamente U$D 530 millones. En simultáneo, también se había dado a conocer que Telefónica iba a adquirir el 50% de Azul Televisión y sus 3 en el interior (entre ellos el rival de Canal 8, el Canal 10). Ambas transacciones fueron aprobadas por la Secretaría de Defensa de la Competencia y del Consumidor el 19 de abril de 2000 con la condición de que el grupo español venda la totalidad del Canal 8 o su porcentaje en Canal 10 en un plazo de 180 días. La compra de ambos canales por parte de Telefónica fueron completadas el 19 de mayo del mismo año.
El 28 de noviembre de 2001, el Comité Federal de Radiodifusión intimó al grupo Telefónica a qué en un plazo de 12 meses venda uno de los canales de Mar del Plata (el 8 o el 10) y de Buenos Aires (el 9 o el 11). Finalmente, el 4 de julio de 2002, Telefónica se deshizo de los canales 9 y 10 a través de la venta de su participación en Azul Televisión a la empresa HFS Media (liderado por Daniel Hadad y Fernando Sokolowicz).
El 26 de septiembre de 2002, mediante la Resolución 674, el Comité Federal de Radiodifusión consideró desistido el permiso de instalar una repetidora en Coronel Pringles.
El 23 de septiembre de 2003, mediante la Resolución 1021, el Comité Federal de Radiodifusión autorizó a instalar una repetidora del canal en General Villegas, asignándole el canal 10 en la banda de VHF; sin embargo, el 9 de octubre de 2006 (a través de la Resolución 1807), consideró desistido el permiso de construcción.
El 10 de noviembre de 2003, mediante la Resolución 1240, autorizó a instalar una repetidora del canal en Vedia, asignándole el canal 6 en la banda de VHF; sin embargo, el 9 de octubre de 2006 (a través de la Resolución 1805), consideró desistido el permiso de construcción.
El 30 de agosto de 2011, la Autoridad Federal de Servicios de Comunicación Audiovisual, mediante la Resolución 1034, autorizó al Canal 8 a realizar pruebas en la Televisión Digital Terrestre bajo el estándar ISDB-T (adoptado en Argentina mediante el Decreto 1148 de 2009). Para ello se le asignó el Canal 35 en la banda de UHF.

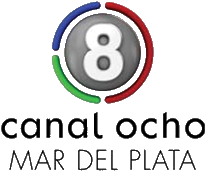
Logo utilizado por Canal 8 entre 2011 y 2018.

El 6 de diciembre de 2012, Telefe presentó su plan de adecuación voluntaria ante la Autoridad Federal de Servicios de Comunicación Audiovisual con el fin de adecuarse a la Ley de Servicios de Comunicación Audiovisual, donde propuso poner en venta los canales 7 de Neuquén y 9 de Bahía Blanca. El plan fue aprobado el 16 de diciembre de 2014 (dos años después), logrando Telefónica retener 7 de los 9 canales que pertenecen al Grupo Telefe (entre ellos, el Canal 8). Sin embargo el 29 de diciembre de 2015, mediante el Decreto 267/2015 (publicado el 4 de enero de 2016), se realizaron cambios a varios artículos de la ley (entre ellos el Artículo 45, que indicaba que el licenciatario no podría cubrir con sus medios de comunicación abiertos más del 35% de la población del país); a raíz de la eliminación del porcentaje límite de cobertura nacional, Telefe ya no tendría obligación de vender los dos canales, pudiendo mantener a los 8 canales del interior en su poder. El 2 de febrero de 2016, el Ente Nacional de Comunicaciones (sucesora de la AFSCA) decidió archivar todos los planes de adecuación (incluyendo el de Telefe); como consecuencia de esto, Telefe ya no tiene obligación de vender ninguno de sus canales de televisión.
El 31 de marzo de 2015, la Autoridad Federal de Servicios de Comunicación Audiovisual, mediante la Resolución 236, le asignó a Canal 8 el Canal 20.1 para emitir de forma regular (en formato HD) en la Televisión Digital Terrestre.

### Venta a Viacom, digitalización y nueva identidad
El 3 de noviembre de 2016, se anunció que el grupo estadounidense Viacom había llegado a un acuerdo para comprar Telefe y sus canales (incluyendo el 8) por U$D 345 millones. La compra se concretó el 15 de noviembre. El ENACOM aprobó la transferencia de Telefe y sus licencias a Viacom el 30 de marzo de 2017.
El 14 de noviembre de 2018, se dio a conocer que el 21 de noviembre de ese año, a raíz de un cambio estratégico de cara al apagón analógico, los canales del Grupo Telefe en el interior (incluido el 8) iban a reemplazar su identificación comercial basada en la frecuencia analógica de la licencia por la de Telefe. Como consecuencia de este cambio, Canal 8 adoptó el nombre de Telefe Mar del Plata.
El 3 de junio de 2019, Canal 8 se convirtió en el cuarto canal del grupo en migrar a la tecnología HD, sin embargo dicha señal recién estaría disponible en el cable para el 6 de ese mes.
El 13 de agosto de 2019, CBS Corporation y Viacom anunciaron que llegaron a un acuerdo para fusionar sus respectivas unidades de negocio (incluyendo a Telefe y Canal 8) bajo el paraguas de la primera (que pasaría a llamarse ViacomCBS). La fusión fue completada el 4 de diciembre.

### 2022: Venta a Neomedia
El 7 de julio de 2022 se conoce que el grupo Neomedia, (ex dueña del Canal 10 de Mar del Plata), llegó a un acuerdo con Telefe, por el cual el canal pasó a ser propiedad de Neomedia, convirtiéndola así en afiliado de Telefe. Debido a este cambio, el canal fue renombrado como Canal 8 nuevamente en la medianoche del 8 de julio.

## Programación
Actualmente, parte de la programación del canal consiste en retransmitir los contenidos del Canal 11 de Buenos Aires (cabecera de la cadena Telefe).
La señal posee también programación local, entre los que se destacan Teleocho Informa (que es el servicio informativo del canal), Goles de Medianoche (programa deportivo), Tiempo Zonal (panorama informativo semanal), Moroko Diversión (programa infantil), Buenas Mañanas (programa informativo matutino) y Cada Día (Magazine).

## Teleocho Informa

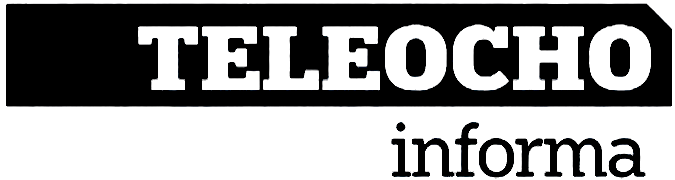
Logo utilizado por Teleocho Informa desde 2019.

Es la versión local del noticiero porteño Telefe noticias para el sudeste bonaerense. Su primera emisión fue el 15 de mayo de 1989. Actualmente, posee dos ediciones que se emiten de lunes a viernes (a las 13:00 y a las 20:00). Además, desde el 11 de octubre de 2011 emite Mardel Directo, la versión marplatense del noticiero matutino Buen Telefe.
Teleocho Informa ganó el premio Martín Fierro Federal en 3 ocasiones como Mejor Informativo.

## Repetidoras
Canal 8 cuenta con 14 repetidoras en la Provincia de Buenos Aires.
| Provincia de Buenos Aires | Provincia de Buenos Aires     |
| ------------------------- | ----------------------------- |
| Canal                     | Localización de la repetidora |
| 9                         | Benito Juárez                 |
| 7                         | Carlos Casares                |
| 3                         | Chivilcoy                     |
| 9                         | Daireaux                      |
| 12                        | General Guido                 |
| 12                        | Laprida                       |
| 6                         | Mar de Ajó                    |
| 2                         | Necochea                      |
| 45                        | Olavarría                     |
| 7                         | Pinamar                       |
| 9                         | San Clemente del Tuyú         |
| 13                        | San Carlos de Bolívar         |
| 13                        | Tandil                        |
| 7                         | Tres Arroyos                  |